# Лениниана (альбом)
«Лениниа́на» — двенадцатый студийный альбом советского концептуального коллектива «Коммунизм». Представляет собой звуковой коллаж, составленный на основе фонограммы фильма «Ленин в Октябре», изданной на грампластинке фирмой «Мелодия». Егор Летов и Константин Рябинов склеивали между собой вставки, проигрывали задом наперёд различные музыкальные композиции и добавляли сторонние записи из области конкретной музыки, создавая, тем самым, монтаж, мистифицирующий личность Владимира Ильича Ленина в юмористическом ключе.
Альбом официально издан лейблами Caravan Records и «ХОР» в 2001 году и переиздан в 2013-м лейблом «Выргород».

## Об альбоме
Этакий разнузданный, полуобезумевший получасовой коллаж из ленинского и пост-ленинского материала. Использована уникальная запись детской народной песни «Это было в городе Черкасске» в душевном исполнении моей малолетней племянницы. В целом, это — гротескная, многокрасочная, болезненная и, как мне кажется, страшноватая в своей болезненности — работа.— Контр Культ Ур’а № 3 — Егор Летов: Гроб-Хроники

## Список композиций

### Издание Caravan Records на MC (2001)
Сторона «А»
1. Лениниана (часть 1)*

Сторона «Б»
1. Лениниана (часть 2)*

Всё записано 23 сентября 1989 года в ГрОб-студии в Омске.
* Названия композиций условны — ни на вкладыше, ни на самой кассете они не написаны, но априори это всё одна звуковая дорожка, разбитая на две части. Сторона «Б» не включает следующие три композиции из CD и MC от «ХОРа»: «Слова и жесты», «Ленин не умер» и «Ленин умер».

### Издание «ХОР» на CD (2001)
| №                   | Название            | Текст песни | Музыка | Длительность |
| ------------------- | ------------------- | --- | --- | ------------ |
| 1.                  | «Лениниана»         | Абулькасим Лахути (на 0:00—0:58), из г/п «Ленин в Октябре (фрагменты из кинофильма)», народные (на 4:34—6:14 и 24:31—24:39 поёт Диана Летова), Сергей Алексеев (на 6:15—6:29, 8:12—9:09 и 15:00—17:07 читает Владимир Герцик), Зинаида Александрова (на 8:07—8:11 и 13:14—13:18), Маргарита Фофанова (на 10:02—10:20), Николай Носов (на 21:47—23:25), В. И. Ленин (на 23:27—24:30), Леонид Дербенёв (на 24:39—28:12 в исполнении Эдиты Пьехи) | Сулейман Юдаков (на 0:00—0:58), Steamboat Stompers (на 12:10–12:41), Аркаша Климкин (на 23:26—24:30), Александр Броневицкий (на 24:39—28:12 в исполнении Эдиты Пьехи) | 28:12        |
| 2.                  | «Слова и жесты»     | Полина Виноградская | — | 0:25         |
| 3.                  | «Ленин не умер»     | Сулейман Стальский | Steamboat Stompers (музыкальная подложка «See See Rider») | 3:42         |
| 4.                  | «Ленин умер»        | Сулейман Стальский | Коммунизм (фонограмма церемонии похорон с участием омского погребального оркестра)                                                                                    | 1:17         |
| Общая длительность: | Общая длительность: | Общая длительность: | Общая длительность: | 33:36        |

- ГрОб-студия, Омск:
  - № 1 записан(а) 23 сентября 1989 года.
  - № 2—4 записаны 26—28 марта 1989 года.

### Издание «Выргород» на CD (2013)
| №   | Название                                                                                     | Текст песни | Музыка                                                                | Длительность |
| --- | -------------------------------------------------------------------------------------------- | --- | --------------------------------------------------------------------- | ------------ |
| 1.  | «Гимн»                                                                                       | Абулькасим Лахути | Сулейман Юдаков                                                       | 1:01         |
| 2.  | «Рассказы соратников — Любит делать так — Какой он из себя»                                  | из г/п «Ленин в Октябре (фрагменты из кинофильма)» | —                                                                     | 3:36         |
| 3.  | «Это было в городе ЧК»                                                                       | народные (поёт Диана Летова) | —                                                                     | 1:44         |
| 4.  | «Ленин видит девочку — Ждать — Спать»                                                        | Сергей Алексеев («Ленин видит девочку» читает Владимир Герцик), из г/п «Ленин в Октябре (фрагменты из кинофильма)» («Ждать» и «Спать»)                   | —                                                                     | 1:53         |
| 5.  | «Маленькой ёлочке холодно зимой — Отдых Ленина — Записка»                                    | Зинаида Александрова («Маленькой ёлочке холодно зимой»), Сергей Алексеев («Отдых Ленина» читает Владимир Герцик), Маргарита Фофанова («Записка»)         | —                                                                     | 2:18         |
| 6.  | «И тогда уж мы — Вот так так — А если»                                                       | из г/п «Ленин в Октябре (фрагменты из кинофильма)» | —                                                                     | 1:51         |
| 7.  | «Я кончил»                                                                                   | — | Steamboat Stompers (музыкальная подложка «Waiting for Robert E. Lee») | 0:33         |
| 8.  | «Терентьевых спалили — Хоровоз — Дайте настоящего душителя — Ленин спит»                     | из г/п «Ленин в Октябре (фрагменты из кинофильма)» («Терентьевых спалили», «Дайте настоящего душителя» и «Ленин спит»), Зинаида Александрова («Хоровоз») | —                                                                     | 2:21         |
| 9.  | «Сон Ленина»                                                                                 | Сергей Алексеев (читает Владимир Герцик) | —                                                                     | 3:45         |
| 10. | «Случай с товарищем Сапуновым — Смерть большевика Григория — Громовое ура — Ленинское слово» | из г/п «Ленин в Октябре (фрагменты из кинофильма)» | —                                                                     | 3:09         |
| 11. | «Представьте себе»                                                                           | Николай Носов | —                                                                     | 1:40         |
| 12. | «Ленинский хардкор»                                                                          | В. И. Ленин | Аркаша Климкин                                                        | 1:06         |
| 13. | «Эпилог»                                                                                     | народные (на 0:00—0:08 поёт Диана Летова), Леонид Дербенёв (на 0:08—3:32 в исполнении Эдиты Пьехи)                                                       | Александр Броневицкий (на 0:08—3:32 в исполнении Эдиты Пьехи)         | 3:32         |

| №                   | Название                      | Текст песни                                        | Музыка                                                                             | Длительность |
| ------------------- | ----------------------------- | -------------------------------------------------- | ---------------------------------------------------------------------------------- | ------------ |
| 14.                 | «Высшее достижение»           | —                                                  | —                                                                                  | 0:56         |
| 15.                 | «Ленин не умер»               | Сулейман Стальский                                 | Steamboat Stompers (музыкальная подложка «See See Rider»)                          | 3:41         |
| 16.                 | «Революция свершилась»        | из г/п «Ленин в Октябре (фрагменты из кинофильма)» | А. Берчанский                                                                      | 0:29         |
| 17.                 | «Паричок»                     | из г/п «Ленин в Октябре (фрагменты из кинофильма)» | —                                                                                  | 0:14         |
| 18.                 | «Поймаю маленького сам»       | красногвардеец Королёв (читает Кузя Уо)            | Коммунизм                                                                          | 1:47         |
| 19.                 | «Слова и жесты»               | Полина Виноградская                                | —                                                                                  | 0:24         |
| 20.                 | «Надо брать дворец»           | из г/п «Ленин в Октябре (фрагменты из кинофильма)» | —                                                                                  | 0:23         |
| 21.                 | «Кусок отрезал»               | Г. Лидзин (читает Егор Летов)                      | Коммунизм                                                                          | 3:13         |
| 22.                 | «Что такое Советская власть»  | В. И. Ленин                                        | Моисей Вайнберг                                                                    | 0:30         |
| 23.                 | «Развлечения Ильича в ссылке» | крестьянин Строганов (читает Кузя Уо)              | Коммунизм                                                                          | 2:15         |
| 24.                 | «Ленин умер»                  | Сулейман Стальский                                 | Коммунизм (фонограмма церемонии похорон с участием омского погребального оркестра) | 1:16         |
| 25.                 | «И вновь продолжается бой»    | Николай Добронравов                                | Александра Пахмутова (в аранжировке «Гражданской обороны»)                         | 3:03         |
| Общая длительность: | Общая длительность:           | Общая длительность:                                | Общая длительность:                                                                | 46:40        |

- ГрОб-студия, Омск:
  - № 1—13 записаны 23 сентября 1989 года.
  - № 14 записан(а) в начале апреля 1989 года.
  - № 15, № 17, № 19—20 и № 24 записаны 26—28 марта 1989 года.
  - № 16 и № 22 записаны 20—21 марта 1989 года.
  - № 18, № 21 и № 23 записаны 15—17 мая 1989 года.
- ДС «Крылья Советов», Москва:
  - № 25 записан(а) 4 июля 1997 года.

## Участники записи
«Коммунизм»*
- Егор Летов — монтаж, звукоэффекты, индустриал
- Кузя Уо — звукоэффекты, вокал («Любит делать так…»), индустриал, саксофон
- Аркаша Климкин — ударные («Ленинский хардкор»)

Другие**
- Диана Летова — голос («Это было в городе ЧК» и «Эпилог»)

Производство*
- Егор Летов — пересведение, реставрация, коммунизм-арт, оформление
- Наталья Чумакова — пересведение, реставрация, мастеринг, оформление
- Кузя Уо — коммунизм-арт
- Евгений Колесов, архив «ГрОб-рекордз» — фото

* В соответствии с выходными данными 2013 года от «Выргорода».
** Не указано в примечаниях к вкладышу.

## История релизов
| Страна | Дата                                                   | Формат            | Лейбл           | Каталог                        |
| ------ | ------------------------------------------------------ | ----------------- | --------------- | ------------------------------ |
| Россия | 2001                                                   | MC                | Caravan Records | CAR 104                        |
| Россия | 2001 (компакт-диск — 22 августа, кассета — неизвестно) | CD (jewel box) MC | ХОР             | HCD-039a [ 22 ] hmc-039 [ 23 ] |
| Россия | 22 апреля 2013                                         | CD (digipak)      | Выргород        | ВЫРГОРОД 103                   |

## Наследие и влияние
По мнению Олега «Манагера» Судакова, альбом «Лениниана» является одним из наиболее удачных творений проекта «Коммунизм»:

В ноябре создали «Лениниану» — препарированный миф о вожде, гротескно-разнузданное полотно об абсурдности поклонения. Впечатление по мощи сравнимо с первыми альбомами: вдруг перекрутит, согнёт пополам и опрокинет на спину. Слушали много раз, восторгались и цитировали взахлёб.— Коммунизм: между эпатажем и эпитафией
Вопреки заявленному месяцу создания из блога Манагера (ноябрь), в выходных данных альбома указывается 23 сентября — и так во всех официальных изданиях разных лейблов.
При разработке компьютерной игры «S.T.A.L.K.E.R.: Тень Чернобыля» от GSC Game World, альбом был одним из источников вдохновения при создании атмосферы заброшенного советского наследия в Чернобыльской зоне отчуждения. Отдельные фрагменты из «Ленинианы» как трека (такие как «Гимн», «И тогда уж мы — Вот так так — А если» и «Случай с товарищем сапуновым — Смерть большевика Григория — Громовое ура — Ленинское слово»), а также из других альбомов «Коммунизма» присутствовали в билдовской версии игры, и, по задумке разработчиков, должны были звучать во внутриигровом баре «100 рентген». Однако по ряду причин были вырезаны из релизной версии игры. Впоследствии сохранившиеся в архивах игры файлы были восстановлены с помощью фанатских модификаций, возвращающих вырезанный из игры контент.

## Интересные факты
- Большинство бонус-треков взято из альбома «Чудо-музыка», это: «Ленин не умер», «Паричок», «Слова и жесты», «Надо брать дворец», «Ленин умер». Остальные взяты из:
  - Родина слышит — «Что такое Советская власть»[назв. 1];
  - Народоведение — «Высшее достижение»[назв. 2];
  - Игра в самолётики под кроватью — «Поймаю маленького сам», «Кусок отрезал»[назв. 3], «Развлечения Ильича в ссылке»[назв. 4];
  - Концерт — «И вновь продолжается бой».
- «Революция свершилась»[назв. 5] — ранее не публиковавшийся третий вариант трека (оригинал в альбоме «Родина слышит»)[27].
- Фрагмент-композиция «Гимн», с которого начинается вся «Лениниана», на самом деле — перевёрнутый гимн Таджикской ССР[6], причём послесталинской версии (в альбомном варианте звучит только третий куплет со звуковым искажением «начала»).
- Слова из «Ленин видит девочку», «Отдых Ленина» и «Сон Ленина» встречаются в детской книге «Рассказы о Ленине» (издательство «Малыш», 1986 г.) от автора Сергея Алексеева (в сказке «Раз, два, три»)[28]. Так или иначе, они не имеют отношения к фильму и/или грампластинке «Ленин в Октябре», кроме как к диктору Владимиру Герцику.

### Общие
1. 1 2 3  ГрОб-Рекордз и Издательство Выргород представляют: Коммунизм «Лениниана». 21.04.2013. Дата обращения: 31 мая 2021. Архивировано 9 декабря 2021 года.
2. ↑  «Созданную по мотивам соответствующего кинематографа „Лениниану“ можно с полным на то основанием обозвать и соц-артом, и spoken word, и пландерфоникой, и ещё сколь угодно представительно, но по сути это любительский радиотеатр». — Статья Максима Семеляка о «Лениниане» в буклете Архивная копия от 14 января 2021 на Wayback Machine
3. ↑  См. факт.
4. ↑  Дополнительные лейблы смотреть в разделе «История релизов».
5. ↑  По версии официальной альбомографии «ГрОб-Records» 1990 года Архивная копия от 8 июля 2020 на Wayback Machine и судя по надписи «Vol. 12» на обложке альбома издания «ХОР».
6. 1 2 3 4 5 6 7 8 9 10 11 12  ГрОб-Хроники | Лениниана. Дата обращения: 12 января 2021. Архивировано 13 января 2021 года.
7. ↑  «Ленин В Октябре (Фрагменты Из Кинофильма)» на сайте Discogs
8. ↑  См. сноски в разделе «История релизов».
9. ↑  «…то есть, речь идёт о Диане — дочери Сергея Летова». — Из примечаний «ГрОб-Хроник» к тексту произведения «Лениниана Архивная копия от 13 января 2021 на Wayback Machine»
10. ↑  Особенность издания Caravan Records. Дата обращения: 13 января 2021. Архивировано 21 января 2021 года.
11. 1 2  ГрОб-Хроники | Полина Виноградская — Слова и жесты. Дата обращения: 12 января 2021. Архивировано 14 января 2021 года.
12. 1 2  С пластинки The Steamboat Stompers Архивная копия от 5 ноября 2021 на Wayback Machine 1972 года. Автор музыки — Ма Рейни.
13. 1 2  ГрОб-Хроники | Коммунизм — Чудо-Музыка. Дата обращения: 14 января 2021. Архивировано 16 января 2021 года.
14. ↑  ГрОб-Хроники | Коммунизм — Родина Слышит. Дата обращения: 13 января 2021. Архивировано 22 января 2021 года.
15. ↑  ГрОб-Хроники | Г. Лидзин — Беспокойное время. Дата обращения: 12 января 2021. Архивировано 13 января 2021 года.
16. ↑  Использован фрагмент «Песенки Винни-Пуха» из мультфильма «Винни-Пух» (1969). Исполняет Евгений Леонов.
17. ↑  См. дату релиза на Discogs Архивная копия от 4 апреля 2021 на Wayback Machine.
18. ↑  ГрОб-Хроники — Caravan Records, MC. Дата обращения: 13 января 2021. Архивировано 14 января 2021 года.
19. ↑  См. дату релиза на Discogs (ссылка 1 Архивная копия от 30 июня 2021 на Wayback Machine и ссылка 2 Архивная копия от 8 апреля 2021 на Wayback Machine).
20. ↑  «Вышли новые CD Егора Летова, „Гражданской Обороны“ и „Коммунизма“» — Новость «ХОРа» от 22.08.2001
21. ↑  «Ожидается выход MC Егора Летова, „Гражданской Обороны“ и „Коммунизма“» — Новость «ХОРа» от 09.09.2001
22. ↑  ГрОб-Хроники — ХОР, CD. Дата обращения: 12 января 2021. Архивировано 8 июля 2020 года.
23. ↑  ГрОб-Хроники — ХОР, MC. Дата обращения: 13 января 2021. Архивировано 8 июля 2020 года.
24. ↑  «Пластинка выходит 22 апреля 2013 года» — которая вышла, к слову, и была объявлена о ней издательством «Выргород» за день до выхода (см. примечание и дату релиза на Discogs Архивная копия от 3 августа 2021 на Wayback Machine).
25. ↑  ГрОб-Хроники — Выргород, CD. Дата обращения: 9 ноября 2020. Архивировано 14 января 2021 года.
26. ↑  Вырезанная музыка «S.T.A.L.K.E.R.: Тень Чернобыля»
27. ↑  Примечание к бонус-треку на сайте «ГрОб-Хроники». Дата обращения: 13 января 2021. Архивировано 21 января 2021 года.
28. ↑  С. Алексеев «Раз, два, три» — Хрестоматия для детей старшего дошкольного возраста | И.власть. Дата обращения: 28 апреля 2022. Архивировано 28 октября 2020 года.

### Названия композиций в других альбомах
1. ↑  Альбомное название «Конкретная музыка # 3 Что такое Советская власть?».
2. ↑  Альбомное название «Владимир Ильич».
3. ↑  Альбомное название «Беспокойное время».
4. ↑  Полное альбомное название «Развлечения Ильича в ссылке были преимущественно спортивного характера».
5. ↑  Альбомное название «Конкретная музыка # 1 Революция свершилась».

### Рецензии
1. ↑  Ступников Денис. Коммунизм «Лениниана» (переиздание). km.ru (29 ноября 2013). Дата обращения: 2 февраля 2021. Архивировано 15 ноября 2019 года.
2. ↑  Мех Дмитрий. CD: Коммунизм. «Лениниана». reproduktor.net (10 сентября 2013). Дата обращения: 28 июня 2021. Архивировано 28 июня 2021 года.